# Kráter

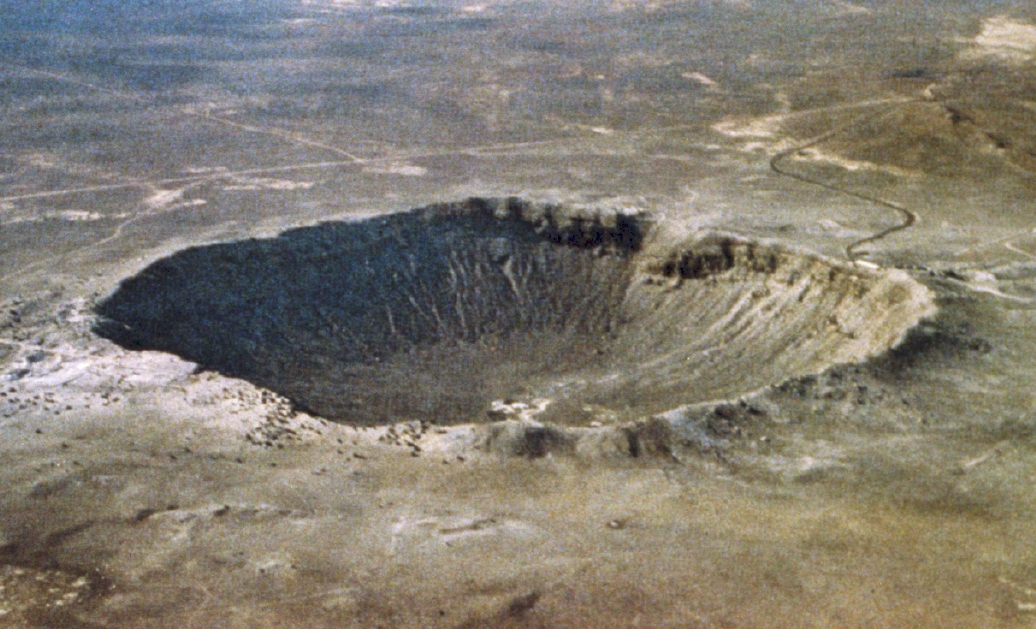
Letecký pohled na kráter Meteor Crater v Arizoně

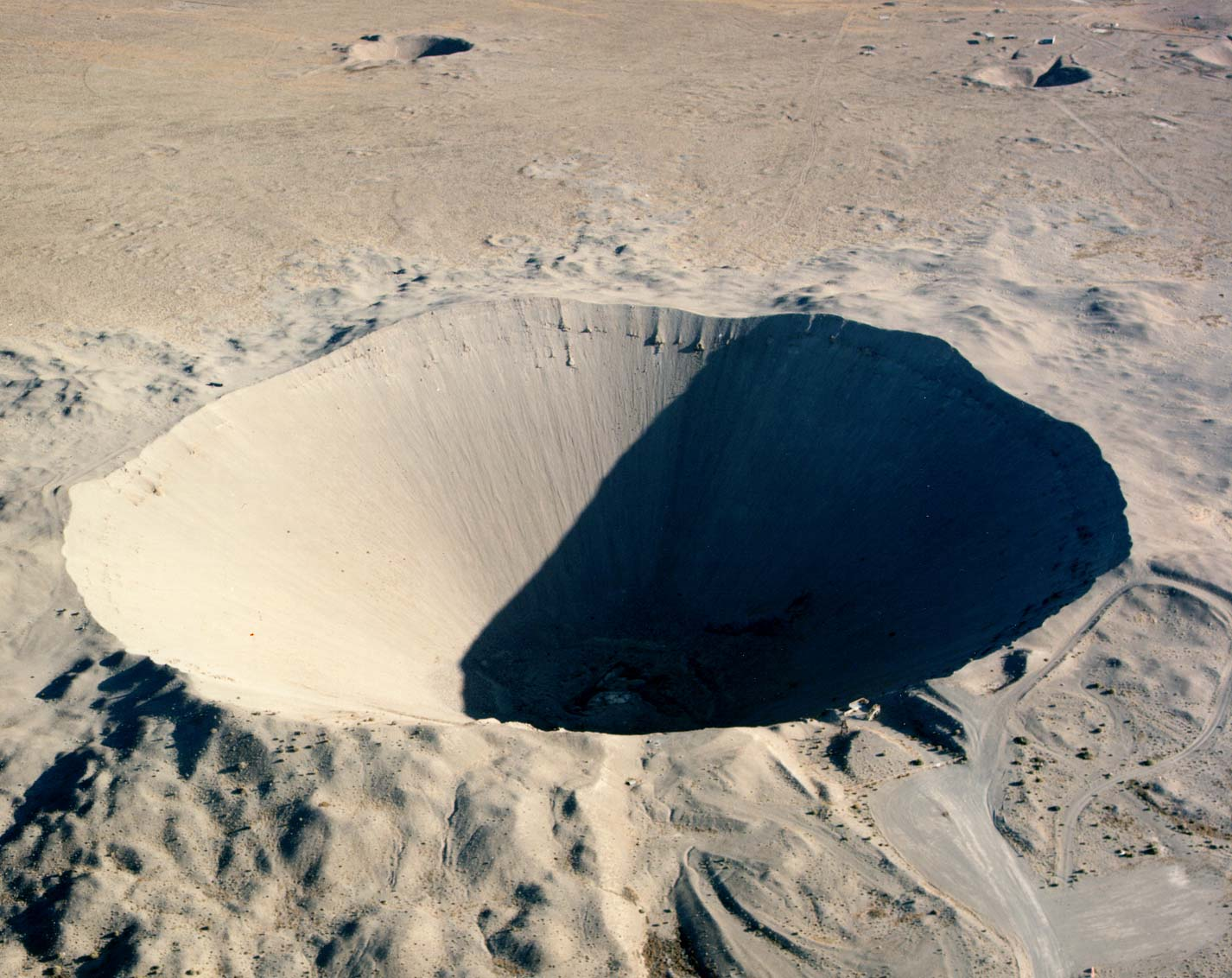
Kráter vzniklý z Operace Plowshare

Kráter je prohlubeň (deprese) přibližně kruhového tvaru na povrchu těles v planetární soustavě (planet, měsíců a planetek). Krátery mají průměr od několika mikronů do tisíce kilometrů. Největší krátery se nazývají pánve nebo (hlavně na Měsíci) moře (mare).[zdroj?] Na Zemi patří mezi největší dochované impaktní krátery mexická struktura Chicxulub, spojovaná s hromadným vymíráním na konci křídy před 66 miliony let.

## Rozdělení
Krátery lze rozdělit, podle principu jejich vzniku, na několik skupin:[zdroj?]
- Impaktní (meteoritické) krátery – vznikají vnějším zásahem – dopadem tělesa z kosmického prostoru.
- Sopečné krátery – jsou vytvářeny vnitřními silami tělesa – sopečnou činností.
  - Maary
- Kráter vzniklý prudkým výronem plynu či vody.
- Kráter vzniklý činností člověka – jaderným testem, výbuchem bomby, atp.

### Další typy
- patera – mělký kráter s nepravidelným okrajem
- meteoritické jezero
- Sekundární kráter - kráter vzniklý dopadem objektu/objektů, vyvržených při primárním dopadu. Podobná kráterová pole z období prvohorního permu (asi před 280 miliony let) byla objevena například ve Wyomingu.[2]